# Амбу, Антонио
Антонио Амбу (итал. Antonio Ambu; род. 10 мая 1936, Кальяри) — итальянский легкоатлет, специалист по бегу на длинные дистанции, кроссу и марафону. Выступал за сборную Италии по лёгкой атлетике в 1955—1969 годах, чемпион Средиземноморских игр, многократный победитель и призёр первенств национального значения, бывший рекордсмен страны, участник двух летних Олимпийских игр.

## Биография
Антонио Амбу родился 10 мая 1936 года в Кальяри, Сардиния.
Начиная с 1958 года входил в число сильнейших бегунов страны, в течение последующего десятилетия в общей сложности 34 раза становился чемпионом Италии в различных беговых дисциплинах: 5000 метров, 10 000 метров, марафон, полумарафон, легкоатлетический кросс.
В 1962 году в составе итальянской национальной сборной выступил на чемпионате Европы в Белграде, где в беге на 10 000 метров занял 14-е место. Также в этом сезоне на чемпионате Италии по марафону в Лечче впервые обновил национальный рекорд — 2:24:09.
Благодаря череде удачных выступлений удостоился права защищать честь страны на летних Олимпийских играх 1964 года в Токио — в программе марафона показал результат 2:34:37, расположившись в итоговом протоколе соревнований на 40-й строке.
В 1966 году закрыл двадцатку сильнейших на международном чемпионате по кроссу в Рабате, выступил в марафоне на чемпионате Европы в Будапеште, на чемпионате Италии в Катании установил новый национальный рекорд в марафоне — 2:22:24.
В 1967 году с личным рекордом 2:18:04 финишировал пятым на Бостонском марафоне, с результатом 2:21:33 одержал победу в марафоне на Средиземноморских играх в Тунисе.
Принимал участие в Олимпийских играх 1968 года в Мехико — в марафоне показал время 2:33:19 и занял итоговое 21-е место.
Завершил спортивную карьеру по окончании сезона 1970 года.